# برمبو
برمبو اس.پی. ای (به ایتالیایی: Brembo S.p.A) تولیدکننده سیستم‌های ترمز برای خودروها و موتورسیکلتها است. این شرکت در سال ۱۹۶۱ در برگامو ایتالیا تأسیس شد.

## تاریخچه
تأسیس این کمپانی برمی‌گردد به سال ۱۹۶۱ و یک گاراژ مکانیکی که توسط مردی به نام امیلیو بومباسی اداره می‌شد. او در سال ۱۹۶۴، با استفاده از تجربیات و اطلاعاتی که درزمینهٔ مکانیک و فلزکاری داشت، اقدام به ساخت اولین صفحه ترمز ایتالیایی کرد؛ جالب است بدانید در سال ۱۹۶۵ کمپانی فقط ۲۸ کارگر داشت! پس‌ازآن علاوه بر صفحه ترمز، دیگر تجهیزات سیستم ترمز نیز توسط این کمپانی ساخته می‌شد. به‌محض شناخته شدن این برند و تحت سلطه قرار دادن بازار اروپا در سال ۱۹۷۲، تولیدات آن به موتورسیکلت‌های اروپایی نیز راه یافت.
در سال ۱۹۷۵ با پیشرفت فناوری‌های این کمپانی و افزایش سطح کیفی آن، انزو فراری تصمیم به استفاده از محصولات این کمپانی در خودروهای فرمول ۱ خود گرفت که این امر خود نقطهٔ عطفی در پیشرفت‌های روزافزون برمبو به‌حساب می‌آید.
بعد از آن برمبو تبدیل به بزرگ‌ترین کمپانی سازندهٔ سیستم ترمز مدل‌های مسابقه‌ای شد و به دنبال این موفقیت‌ها، قهرمانی‌های بسیاری توسط موتورسیکلت‌های مجهز به این سیستم ترمزها کسب شد. در سال ۱۹۷۵ کمپانی برمبو ۱۴۶ کارگر داشت و سود این کمپانی به ۲٫۸ میلیارد لیره می‌رسید. (لیره واحد پول ایتالیا قبل از به تصویب رسیدن یورو بود).
اوایل دههٔ ۸۰ برمبو در تولید تجهیزات خودروی سواری، مسابقه‌ای و موتورسیکلت به پیشرفت‌های چشم‌گیری رسید؛ برای مثال می‌توان به کالیبرهای ترمز اشاره کرد. این پیشرفت‌ها شامل تغییرات مثبتی در طراحی و استفاده از آلومینیوم بود. یکی از عوامل شهرت برمبو این بود که کالیبرهای آلومینیومی، توسط کمپانی‌های دیگر مثل پورشه، مرسدس بنز، ب ام و، لانچیا، نیسان و کرایسلر مورد استفاده قرار گرفت و زمینهٔ پیشرفت‌های بعدی و گسترش کمپانی در کشورهای دیگر را نیز فراهم کرد. تا سال ۱۹۸۵ این کمپانی ایتالیایی ۳۳۵ کارگر داشت و سود آن به ۵۱ میلیارد لیره می‌رسید.
به دنبال همهٔ این اتفاقات، برمبو روزبه‌روز به سمت پیشرفت راه خود را ادامه می‌داد و در سال ۱۹۹۵علاوه بر ورود به بازار بورس اوراق بهادار و موفقیت در کار گروهی، تعداد کارگرانش نیز به ۱٬۱۱۵ نفر و سود کمپانی به ۳۳۱ میلیارد لیره رسید! با ورود به قرن جدید، کمپانی به شراکت‌ها و تصاحبات مهمی دست پیدا کرد و مرزهای پیشرفت را وسیع‌تر کرد.
یکی از اقدامات این کمپانی، خرید سهام و خط تولید کمپانی Alfa Real Minas بود؛ چندی بعد کمپانی بریتانیایی AP Racing Limited که تخصص ساخت سیستم ترمز و کلاچ مدل‌های مسابقه‌ای را داشت نیز توسط برمبو خریداری شد. به‌علاوه، برمبو برای اینکه بتواند هرچه بهتر درزمینهٔ موتورسیکلت پیشرفت کند، ۷۰٪ از سهام کمپانی Marchesini که در ساخت رینگ‌های منیزیمی موتورسیکلت‌های مسابقه‌ای تبحر داشت را نیز خریداری کرد. رشد و توسعهٔ برمبو همچنان در سال‌های بعدی ادامه داشت و تا سال ۲۰۰۰ تعداد کارگران این کمپانی به ۲۸۰۰ نفر و سود کمپانی به ۸۸۷ میلیارد لیره رسید.
در سال ۲۰۰۳، برمبو، دایملر و کرایسلر شراکتی را برای تولید دیسک ترمزهای سرامیکی انجام دادند. به‌علاوه در سال ۲۰۰۵، برمبو پلت فرم موردنیاز VRSCR-Streetrod کمپانی Harley-Davidson را تهیه می‌کرد و این اتفاق بزرگی بود، چراکه زمان آن رسیده بود تا این شرکت بتواند فعالیت خود را در آمریکا گسترش دهد. اواخر سال ۲۰۰۵ نیز شراکت‌های مختلفی با کمپانی‌های دیگری انجام داد و تمام این تلاش‌ها، آن را تبدیل به برمبوی امروز کرد.